# Norbert Irtel
Norbert Irtel (* 22. April 1945; † 13. Juni 2025) war ein deutscher Fußballspieler auf der Position eines Stürmers. Für Hannover 96 kam er in der Saison 1967/68 in zwei Spielen der Fußball-Bundesliga zum Einsatz.

## Karriere
Fußballerisch ausgebildet wurde Irtel beim SV Gehrden, wo er vom früheren 96er Meisterspieler Hannes Tkotz gefördert wurde. Mit der Amateurmannschaft von Hannover 96 wurde Irtel 1967 deutscher Amateurmeister. In der Saison 1967/68 stand er im Kader des Bundesligisten Hannover 96. In zwei Spielen kam er zum Einsatz. Sein Bundesliga-Debüt gab er am 6. Januar 1968, dem 18. Spieltag, im Auswärtsspiel beim 1. FC Köln, welches Hannover mit 1:2 verlor. Irtel wurde hier in der 24. Spielminute für Otto Laszig eingewechselt und schoss in der 48. Spielminute gleich sein erstes Bundesligator, indem er zum zwischenzeitlichen Ausgleich traf, nachdem Hannes Löhr in Minute 24 den Führungstreffer erzielt hatte. Heinz Simmet erzielte später noch das Siegtor für Köln.
Dieses Tor hat folgendes Alleinstellungsmerkmal: Irtel war der erste eingewechselte 96-Spieler überhaupt, dem ein Treffer gelang. Oder wie es heute heißt: ein Joker-Tor. Irtel sagte im Jahr 2020: „Es  ist schon 52 Jahre her, aber ich kann mich noch gut an das Spiel erinnern. Ich wurde für den verletzten Otto Laszig  eingewechselt und habe dann nach einer Ecke gegen Kölns Torwart Anton Schumacher getroffen. Noch heute kriege ich Gänsehaut, wenn ich an  diesen Moment denke.“ Am 17. Februar, dem 23. Spieltag, absolvierte er dann sein zweites Bundesligaspiel, im Heimspiel gegen den Hamburger SV, welches mit einem 2:2-Unentschieden endete. Er stand in diesem Spiel in der Startelf.
Von 1968 bis 1970 spielte Irtel anschließend beim Niedersachsenligisten SpVgg Preußen Hameln und wechselte dann zum TSR Olympia Wilhelmshaven in die damals zweitklassige Fußball-Regionalliga Nord. Unter Trainer Helmut Mrosla debütierte er am 16. August 1970 bei einem 1:1-Heimremis gegen SV Meppen als Linksaußen in der Regionalliga. Am dritten Rundenspieltag, dem 30. August, zeichnete er sich als Doppeltorschütze beim 2:1-Heimerfolg gegen den VfL Wolfsburg aus. An der Seite von Mitspielern wie Torhüter Uwe Reese sowie den Feldspielern Helmut Heeren, Lothar Lazar und Werner Marienfeld erzielte er in 28 Ligaspielen acht Tore und Wilhelmshaven erreichte den sechsten Rang. In seiner zweiten Saison, 1971/72, kamen weitere 22 Spiele mit fünf Toren hinzu. Danach kehrte er wieder zur SpVgg  Preußen Hameln zurück.
Mit Hameln wurde er 1974 Niedersachsenmeister und stieg in die neu geschaffene Oberliga Nord auf. Zum fünften Rang in der Debütsaison 1974/75 erzielte er unter Trainer Rolf Paetz in 29 Ligaspielen 15 Tore. In seinem zweiten Oberligajahr 1975/76 kamen in 31 Verbandsspielen elf Tore hinzu. Insgesamt wird Irtel in der AOL Nord mit 60 Spielen mit 26 Toren geführt.
Seine Karriere ließ er als Spielertrainer beim lippischen TSV Rischenau ausklingen. Später trainierte er noch den VfB Eimbeckhausen, den SV Blau-Weiß Salzhemmendorf und auch die SpVgg Preußen Hameln. Am 13. Juni 2025 starb er im Alter von 80 Jahren in dem Stadtteil von Bad Münder Eimbeckhausen.